# 京極竜子

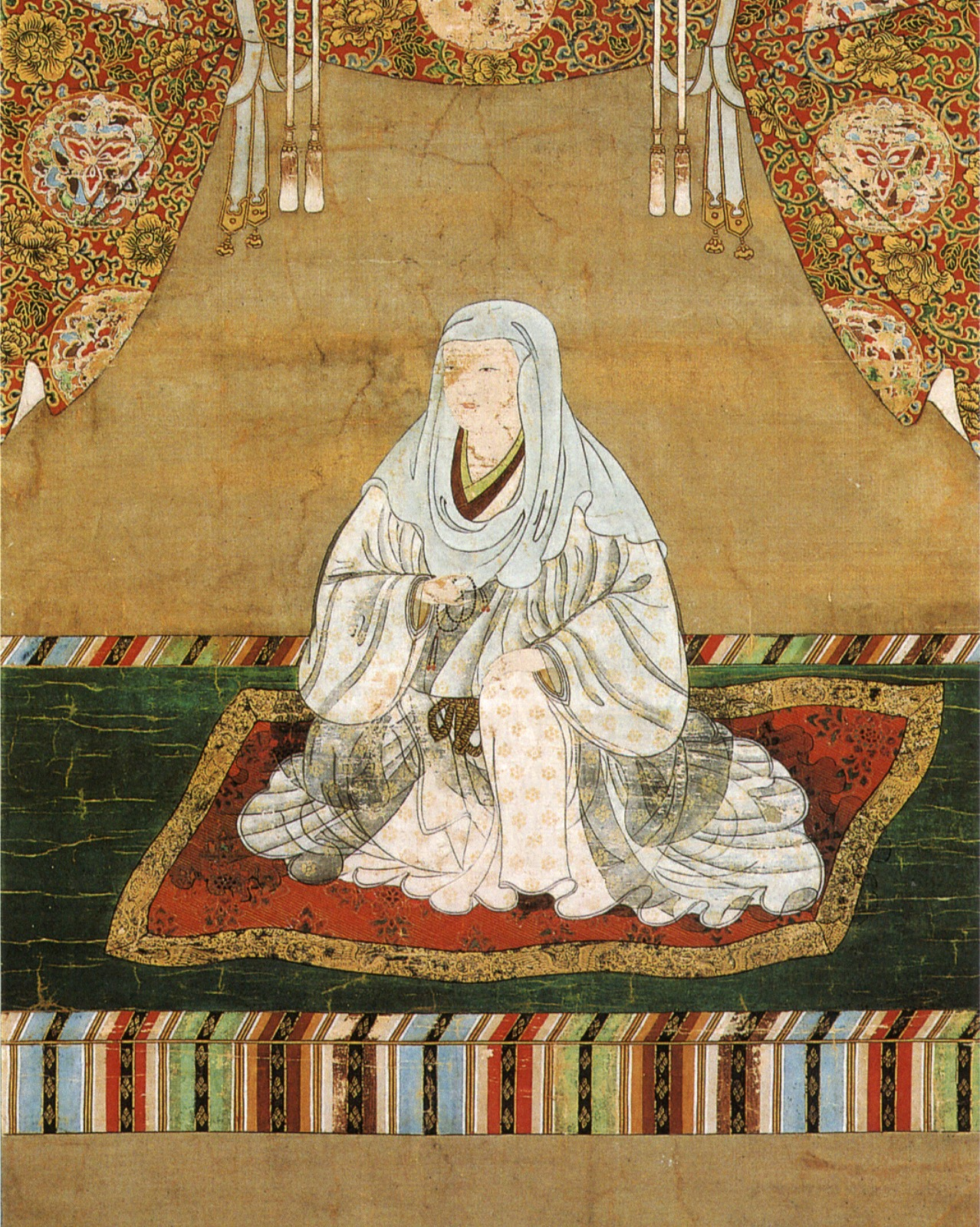
松の丸像（誓願寺蔵）

京極 竜子（きょうごく たつこ、生年不詳 - 寛永11年9月1日（1634年10月22日））は、戦国時代から江戸時代初期にかけての女性。初めは武田元明の正室となり、寡婦となった後に豊臣秀吉の側室となった。
呼称は、大坂城の西の丸に屋敷を与えられたことから西の丸殿（西丸殿）、次いで伏見城に移ったことから松の丸殿（松丸殿）、あるいは京極殿（京極様）などと呼ばれた。秀吉の死後は出家して寿芳院（じゅほういん）と号した。

## 出自
父は京極高吉、母は浅井久政の娘（京極マリア）。兄（弟という説も）に京極高次、弟に京極高知。浅井長政は叔父、浅井三姉妹（茶々・初・江）は従妹に当たり、初は京極高次に嫁いでいるので義姉（妹）でもある。また、長政の娘（浅井三姉妹の異母姉）であり従姉となるくすを乳母とし、長じて侍女としたとも伝えられる。

## 生涯
初め若狭守護・武田元明に嫁ぎ、2男1女を生む。
朝倉氏滅亡後、夫・元明は越前国一乗谷から帰還し、遠敷郡神宮寺を経て、大飯郡石山において3,000石の支配を織田信長から許されたので、竜子も若狭国大飯井郡（現福井県おおい町）の石山城において夫とともに暮らしていた。
しかし、元明は本能寺の変後、若狭国の全域支配を望んで明智光秀の味方に就き、丹羽長秀・羽柴秀吉の連合軍に討たれた。秀吉の領国である北近江の旧守護家・京極氏出身の竜子は捕らえられた後、秀吉の側室となった。小田原城や名護屋城に秀吉が伴っていったり、醍醐の花見でも3番目の輿を使ったり、京極家旧家臣の浅井家出身である淀殿と杯の順番を争ったことが知られている。（のちの創作との説あり）京都の誓願寺に肖像画が伝わっており、年齢40歳前後と見られる法体の像であるが、それによっても、容姿の端麗さを窺うことができる。
秀吉の死後、兄・京極高次の住む大津城に身を寄せた。慶長5年の関ヶ原の戦いに先立ち、大津城が大坂方の諸将に攻められた時には、本丸にいたことが、筑紫古文書所収の「関原御合戦之時大津城攻め之覚」に見えている。合戦後は寿芳院と号して出家し、西洞院に居を構えた。慶長9年8月2日には高台院杉原氏や豪姫と豊国神社に参詣し、湯立の祈祷を大原の巫女に依頼している（『舜旧記』）。京都の妙心寺塔頭『慈照院文書』に7月8日付で豊臣秀頼が松の丸殿に宛てた書状があり、盆の祝儀として松の丸殿が秀頼に品物を贈ったことに対する秀頼の礼状である。この礼状の返し書に、「やがて御下待入申候」とあるから、慶長年間に、松の丸殿が京都から秀頼の御機嫌伺いに大坂城に赴いたことが知られるのである。
大坂夏の陣の後は、淀殿の侍女（菊）を保護し、また六条河原で処刑された秀頼の息子・国松の遺体を引き取り、誓願寺に埋葬した。寛永11年（1634年）9月1日に京都西洞院の邸で死去した。法名は寿芳院殿月晃盛久大禅定尼。墓所は誓願寺（京都市中京区）にあったが、現在の墓所は豊国廟である。

## 登場する作品
映画
- 茶々 天涯の貴妃（2007年・東映、演：魏涼子）

TVドラマ
- 戦国艶物語（1969年・ABC、演：岩崎加根子）
- 大坂城の女（1970年・関西テレビ、演：藤純子（現・富司純子））
- 湖笛（1970年・NET、演：山河桜子）
- おんな太閤記（1981年・NHK大河ドラマ、演：松原智恵子）
- 女たちの大坂城（1983年・読売テレビ、演：秋谷陽子）
- 徳川家康（1983年・NHK大河ドラマ、演：奈良富士子）
- 太閤記（1987年・TBS大型時代劇スペシャル、演：秋吉久美子）
- 愛に燃える戦国の女（1988年・TBS、松の丸どの役 演：葉山葉子）
- 春日局（1989年・NHK大河ドラマ、演：吉野由樹子（現・吉野佳子））
- 加賀百万石〜母と子の戦国サバイバル（1999年・NHK正月時代劇、演：夏川結衣）
- 葵 徳川三代（2000年・NHK大河ドラマ、演：河原崎有稀（現・伊藤榮子））
- 利家とまつ〜加賀百万石物語〜（2002年・NHK大河ドラマ、松の丸(京極)殿役 演：三浦理恵子）
- 江〜姫たちの戦国〜（2011年・NHK大河ドラマ、京極龍子→寿芳院役 演：鈴木砂羽）

舞台
- 本能寺オテロ（2022年・amipro　コフレリオ新宿シアター　演：搗宮姫奈）